# Hajdúhadháztéglás
Hajdúhadháztéglás (1987-ig Hadháztéglás) Hajdú-Bihar megyei település volt, amely 1984-ben jött létre Hajdúhadház és Téglás nagyközségek egyesítésével. Neve 1987-től lett Hajdúhadháztéglás és 1989-ben nyilvánították várossá, majd 1991-ben ismét szétválasztották, így megszűnt létezni.

## Vezetői
A település tanácselnöke Lőrinc János lett. Fennállásának első és egyetlen polgármesterévé a helyi lakosok 1990 őszén Béres Lászlót választották, akit független politikusként, az MDF és a FKgP támogatottjaként nyerte a településen az 1990-es magyarországi önkormányzati választást.
1991-ben a két település ismét különvált és egyidejűleg mindkettő városi címet kapott. A szétválás után Béres László Hajdúhadház polgármestere maradt, míg Tégláson időközi polgármester-választást kellett tartani, ahol Csobán József nyert.